# Yngve Schaar
Yngve Gustaf Victor Schaar, född den 14 april 1881 i Fjälkinge församling i Kristianstads län, död den 16 november 1962, var en svensk jurist och polismästare, verksam i Malmö. Han var far till Claes Schaar.
Schaar, som var prästson, blev juris utriusque kandidat vid Lunds universitet 1907. Under studietiden var han aktiv i studentlivet och var bland annat förman för Akademiska Föreningens sociala utskott 1903–1904 och 1906 samt ledamot av kommittén för Lundakarnevalen 1904, och ännu på 1930-talet hade han uppdrag inom Kristianstads nations Snapphaneorden. Efter Lundatiden blev Schaar tillförordnad domhavande i Färs härad 1909–1910, polissekreterare i Malmö 1911, tillförordnad polismästare 1916 och var stadens ordinarie polismästare 1918–1946. Hans förmodligen tyngsta uppgift blev ledandet av polisinsatsen under Möllevångskravallerna 1926, då det under flera dagar ägde rum våldsamma sammandrabbningar mellan polis och upp till 8000 demonstranter.
Schaar var även ordförande i taxeringsnämnden och ledamot av brandstyrelsen, styrelsen för Malmö museum och Malmö fornminnesförening samt för Malmö högre allmänna läroverk för flickor. På ett lättsammare plan medverkade Schaar i Malmöradion som programledare för en lokal version av "Barnens brevlåda" och kallade sig då "Farbror Carl".